# Me and Orson Welles
Me and Orson Welles (2009) es una película de género dramático dirigida por Richard Linklater y protagonizada por Zac Efron, Christian McKay y Claire Danes. Basada en la novela homónima de Robert Kaplow, la historia transcurre en 1937, en Nueva York. Cuenta la historia de un joven muchacho que ha sido contratado como protagonista de la obra de teatro Julio César producida por Orson Welles, donde empieza a sentirse atraído por la carrera de ayudante de producción.
La película se rodó en la Isla de Man, Londres, y Nueva York en febrero, marzo y abril de 2008. Su estreno en Estados Unidos fue el 25 de noviembre de 2009 y en el Reino Unido el 4 de diciembre del mismo año.

## Sinopsis
La historia se desarrolla en la ciudad de Nueva York en el año 1937. Richard Samuels, de 17 años, (interpretado por Zac Efron) conoce al director de teatro Orson Welles (Christian McKay), quien lo convence para hacer el papel de Lucius en la primera producción de Broadway de la obra Julio César de Shakespeare en el Mercury Theatre.

## Reparto
- Zac Efron es Richard Samuels y Lucius.[5]
- Christian McKay es Orson Welles.[6]
- Claire Danes es Sonja Jones.[7]
- Ben Chaplin es George Coulouris.[6]
- James Tupper es Joseph Cotten.[8]
- Eddie Marsan es John Houseman.[9]
- Leo Bill es Norman Lloyd.[9]
- Kelly Reilly es Muriel Brassler[9]
- Zoe Kazan es Gretta Adler.[10]
- Al Weaver es Sam Leve.[11]
- Saskia Reeves es Barbara Luddy.[12]
- Imogen Poots es Lorelei Lathrop.[13]

## Recepción

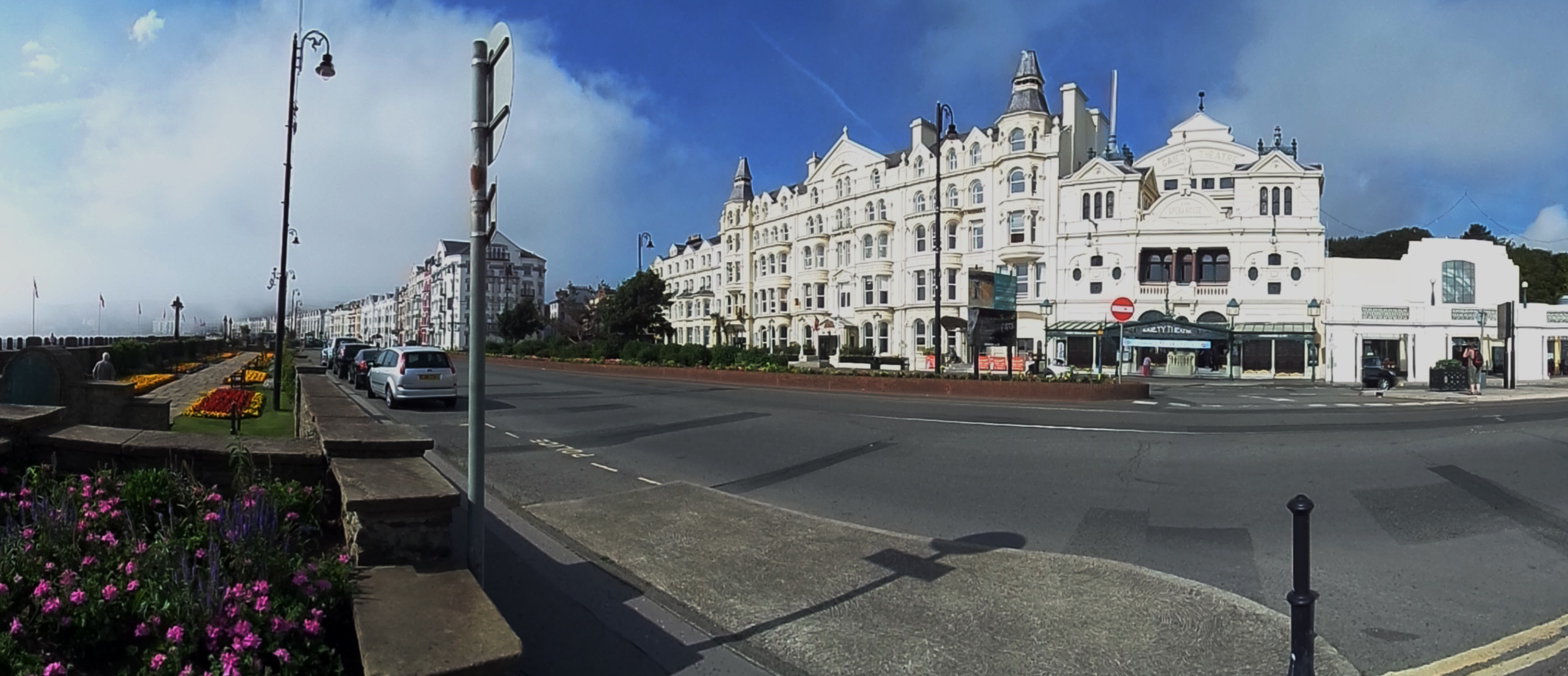
El Teatro Gaiety, Isla de Man, reemplazó al Teatro Mercury, que fue demolido en 1942.

### Crítica
Desde su estreno en el Festival Internacional de Cine de Toronto, las críticas han sido generalmente positivas. El crítico de cine Roger Ebert, del periódico estadounidense Chicago Sun-Times, la catalogó como «una de las mejores películas sobre el teatro que he visto nunca». En cuanto Kirk Honeycutt, de The Hollywood Reporter, elogió la película por la «estupenda actuación» y dijo que «es imprescindible para los estudiantes y amantes del teatro». Todd McCarthy, de la revista Variety, tildó la actuación de McKay como «una extraordinaria personificación» de Welles; sin embargo, de Efron tuvo una opinión contraria y dijo que "no era adecuado para interpretar a Richard". Karen Durbin, del New York Times, también elogió la actuación realizada por McKay y dijo «su mirada vigilante, sutil y calculadora lo hacen un personaje misterioso y un poco peligroso».